# Звезда Лейтена
Звезда Ле́йтена или GJ 273 — одиночная звезда в созвездии Малого Пса. Находится на расстоянии приблизительно 12 св. лет от Солнца. Звезда названа в честь астронома Виллема Лейтена.

## Характеристики
Звезда Лейтена является красным карликом класса М главной последовательности. Её масса не превышает одной трети массы Солнца, а диаметр составляет около 29 % Солнца (по данным программы RECONS). Она является ближайшим соседом Проциона и видна из этой системы невооруженным глазом, несмотря на то что ее болометрическая светимость составляет всего 1.02 % от солнечной. 
Как и другие средние (и поздние) красные карлики, GJ 273 практически полностью конвективна и не имеет настолько выраженного звёздного ядра, как Солнце. Это спокойная (по меркам красных карликов) звезда со сравнительно низким уровнем хромосферной активности.

## Планетная система
У GJ 273 обнаружено две экзопланеты.  
Планета GJ 273 b имеет период 18,65 суток, массу (m·sin(i)) = 2,2 M⊕ и находится на внутреннем краю зоны обитаемости, получая на 20% больше энергии, чем Земля от Солнца. 
Планета GJ 273 с имеет период 4,72 суток, массу (m·sin(i)) = 1,18 M⊕. 
В 2019 году у GJ 273 было обнаружено ещё 2 кандидата в экзопланеты, наличие которых позже было оспорено.
Отношение периодов b и c составляет примерно 1:4 и не соответствует типичной "плотной упаковке" планетных систем. Гипотетическая субземля с периодом около 9.39 дней дополнила бы эту конфигурацию до резонанса Лапласа 1:2:4. Вполне возможно, что вся внутренняя часть этой системы (включая пока не открытые планеты) пронизана цепочкой резонансов, подобной таковой в системе TRAPPIST-1 и тянущейся вплоть до снеговой линии.
В 2017 году астрономы из проекта Active SETI при помощи решётки EISCAT в норвежском Тромсё отправили сигнал о присутствии разумной жизни на Земле в сторону потенциально обитаемой планеты GJ 273 b.

## Ближайшее окружение звезды
Звезда Лейтена входит в список ближайших к нам звёзд. Следующие звёздные системы находятся на расстоянии в пределах 10 св. лет от неё:
| Звезда      | Спектральный класс | Расстояние, св. лет |
| Процион AB  | F5 V-IV/DQZ VII    | 1,2                 |
| Росс 614 AB | M4,5 Ve/M8 V       | 3,9                 |
| DX Рака     | M6,5 Ve            | 5,5                 |
| LTT 12352   | M3,5 V             | 5,6                 |
| Сириус AB   | A1 Vm/DA2 VII      | 5,8                 |
| Росс 882 AB | M4 Ve/M5 Ve        | 7,1                 |
| LTT 17897   | M4 V               | 7,7                 |
| LTT 17993   | M4,5 V             | 7,7                 |
| GJ 1116 AB  | M5,5 V/M5,5 V      | 8,0                 |
| Вольф 294   | M3 V               | 9,4                 |
| Росс 47     | M4 V               | 9,6                 |
| Вольф 359   | M5,8 Ve            | 9,8                 |

## Интересные факты
- Ближайшая к Звезде Лейтена звезда — Процион. На небе гипотетической планеты у звезды Лейтена, Процион A, имеющий абсолютную звёздную величину 2,65m, с расстояния 1,2 св. года имел бы видимый блеск −4,52m. Звезда Лейтена с орбиты гипотетической планеты в двойной системе Проциона имела бы видимый блеск в 4,25m[15].
- Примерно 600 лет назад, Звезда Лейтена прошла на минимальном расстоянии от Проциона — около 1,12 световых лет[16].

## Художественная литература
- В цикле рассказов и романов Ларри Нивена о вымышленной вселенной «Известный космос» («Освоенный космос», англ. Known Space), Звезда Лейтена известна под обозначением «L5 1668».
- В дебютном фантастическом рассказе Генриха Альтова «Икар и Дедал» фигурирует планетная система звезды Лейтена.